# Gayespur
Gayespur è una suddivisione dell'India, classificata come municipality, di 55.028 abitanti, situata nel distretto di Nadia, nello stato federato del Bengala Occidentale. In base al numero di abitanti la città rientra nella classe II (da 50.000 a 99.999 persone).

## Geografia fisica
La città è situata a 23° 17' 13 N e 88° 21' 13 E.

## Società

### Evoluzione demografica
Al censimento del 2001 la popolazione di Gayespur assommava a 55.028 persone, delle quali 28.199 maschi e 26.829 femmine. I bambini di età inferiore o uguale ai sei anni assommavano a 4.480, dei quali 2.286 maschi e 2.194 femmine. Infine, coloro che erano in grado di saper almeno leggere e scrivere erano 44.312, dei quali 23.975 maschi e 20.337 femmine.